# Do Go On
Do Go On es un podcast de humor y cultura general presentado por los cómicos australianos Dave Warneke, Jess Perkins y Matt Stewart, y que forma parte de la red de pódcast Planet Broadcasting. En cada episodio y de manera alterna, uno de los tres cómicos presenta un informe detallado sobre un tema en particular mientras los dos restantes ofrecen sus comentarios, conocimientos y opiniones.
Los temas a tratar abarcan todo tipo de ámbitos, desde sucesos históricos como el hundimiento del Titanic o el asesinato de Lincoln, pasando por biografías como la de Van Gogh o Marie Curie, hasta oscuros episodios con un trasfondo de misterio, como el incidente del paso Dyatlov o la colonia perdida de Roanoke. Los temas suelen ser escogidos de entre la sugerencias de los oyentes y seleccionados al azar de un "sombrero", que a partir de noviembre de 2017 y debido al gran volumen de sugerencias recibidas, pasó a una versión virtual donde la temática de los reportes aparece catalogada como: misterio, biografía, aventura, evento, especial de Navidad u otro. Otras maneras de selección incluyen encuestas y un "sombrero dorado" para los donantes de la página de crowdfounding Patreon, donde el podcast cuenta con más de 450 donantes, lo que supone su principal fuente de financiación.

## Presentadores

### Dave Warneke
Graduado en Comunicación y Drama y con un Master en Comunicación Global, Warneke es un cómico de Melbourne que ha actuado en docenas de festivales de comedia, cine, arte y literatura en Australia, incluyendo ocho veces en el Melbourne International Comedy Festival. Fue director de contenido de la empresa Quiz Meisters y escritor durante dos temporadas del programa The Chase Australia. También fue el creador y presentador de Facty Fact, un espectáculo itinerante de humor y preguntas y respuestas que ahora se puede encontrar en forma de serie de televisión e internet producida por Stupid Old Channel, y que en mayo de 2015 fue considerado el programa mejor valorado por la audiencia del canal  Channel 31 de Melbourne. Ha aparecido como artista invitado en diversos programas de televisión como The Librarians y Upper Middle Bogan. En la actualidad, además de ser el presentador principal de Do Go On, es editor y productor asociado en el programa de noticias The Project, de Network Ten.

### Jess Perkins
Humorista habitual de la escena stand-up de Melbourne y presentadora de radio, fue finalista de RAW Comedy en 2015 y ha formado parte de la gira Melbourne International Comedy Festival Rhoadshow. Ha hecho apariciones en los canales de televisión ABC2, SAB2 y Channel 31 y en la actualidad trabaja en la cadena de radio Joy FM además de tener su propia serie en YouTube llamada First Date With Jess (Primera cita con Jess).

### Matt Stewart
Humorista, escritor, actor y director, fue el ganador de RAW Comedy en 2014 y en la actualidad codirige la productora Stupid Old Studios, donde crea programas destinados a su consumo en internet y para las cadenas de televisión ABC, SBS y Channel 31, y donde hace numerosas apariciones en series como Under the Milky Way o Get Krack!n.

## Invitados especiales
Hasta la fecha el podcast ha contado con tres intervenciones especiales: James Clement (más conocido por su seudónimo Mr. Sundays Movies) y Nick Mason, presentadores del podcast The Weekly Planet, y Broden Kelly del grupo cómico Aunty Donna. Cada invitado suele presentar un tema de su elección (Clement Star Wars y Broden Kelly el vuelo 32 de Qantas), salvo en el caso de Nick Mason, que suele suplir la ausencia puntual de alguno de los presentadores principales, apareciendo hasta en cinco ocasiones en el programa, y presentando un tema propio solo en dos ( el universo Marvel y Superman) (las otras tres apariciones fueron en los episodios del Monstruo del Lago Ness, presentado por Warnake, y Elvis Presley y el Hombre Polilla, presentados por Stewart)

## Lista de Episodios
| Episodio | Tema | Presentado por                    | Fecha de emisión         | Duración |
| -------- | --- | --------------------------------- | ------------------------ | -------- |
| 1        | ¿Por qué es la Mona Lisa tan famosa? Why is the Mona Lisa So famous?                                                                             | Dave Warneke                      | 11 de noviembre de 2015  | 1h 6m    |
| 2        | Fútbol Australiano Australian Rules Football | Matt Stewart                      | 11 de noviembre de 2015  | 1h 11m   |
| 3        | Los Beatles (Una breve historia) The Beatles (A brief history)                                                                                   | Jess Perkins                      | 11 de noviembre de 2015  | 1h 12m   |
| 4        | Los premios de la Academia The Academy Awards | Dave Warneke                      | 17 de noviembre de 2015  | 1h 4m    |
| 5        | Burke y Wills (Exploradores Australianos) Burke and Wills (Australian Explorers)                                                                 | Matt Stewart                      | 25 de noviembre de 2015  | 1h 9m    |
| 6        | Mary Poppins | Jess Perkins                      | 2 de diciembre de 2015   | 59m      |
| 7        | Apollo 11: Aterrizaje en la Luna Apollo 11: Moon landing                                                                                         | Dave Warneke                      | 9 de diciembre de 2015   | 1h 9m    |
| 8        | Santa Claus (la historia de su origen) Santa Claus (An origin story)                                                                             | Matt Stewart                      | 16 de diciembre de 2015  | 1h 13m   |
| 9        | La ceremonia de apertura de los Juegos Olímpicos de Sydney Sydney Olimpics Opening Ceremony                                                      | Jess Perkins                      | 23 de diciembre de 2015  | 1h 14m   |
| 10       | Cremación, entierro u otros Cremation, Burial or Other                                                                                           | Dave Warneke                      | 30 de diciembre de 2015  | 1h 19m   |
| 11       | La trilogía de Regreso al futuro The Back to the Future trilogy                                                                                  | Matt Stewart                      | 5 de enero de 2016       | 1h 14m   |
| 12       | McDonald's | Jess Perkins                      | 12 de enero de 2016      | 1h 3m    |
| 13       | La reina Isabel II Queen Elizabeth II | Dave Warneke                      | 19 de enero de 2016      | 1h 18m   |
| 14       | Triple J's Hottest 100 | Matt Stewart                      | 27 de enero de 2016      | 1h 17m   |
| 15       | Las Spice Girls The Spice Girls | Jess Perkins                      | 3 de febrero de 2016     | 1h 17m   |
| 16       | La maldición de los Faraones Curse of the Pharaos                                                                                                | Dave Warneke                      | 9 de febrero de 2016     | 1h 8m    |
| 17       | Zurdera Lefthanded-ness | Jess Perkins                      | 18 de febrero de 2016    | 1h 12m   |
| 18       | Tatuajes Tattoos | Matt Stewart                      | 24 de febrero de 2016    | 1h 23m   |
| 19       | Bonnie y Clyde Bonnie and Clyde | Dave Warneke                      | 2 de marzo de 2016       | 1h 18m   |
| 20       | Disneylandia Disneyland | Matt Stewart                      | 9 de marzo de 2016       | 1h 10m   |
| 21       | Sir Edmund Hillary | Jess Perkins                      | 16 de marzo de 2016      | 1h 5m    |
| 22       | El misterio de D.B. Cooper The Mystery of D.B. Cooper                                                                                            | Dave Warneke                      | 23 de marzo de 2016      | 1h 18m   |
| 23       | Muertes de famosos en el 2016 / Alan Rickman 2016 Celebrity Deaths / Alan Rickman                                                                | Matt Stewart                      | 30 de marzo de 2016      | 1h 19m   |
| 24       | Monty Python | Jess Perkins                      | 6 de abril de 2016       | 1h 15m   |
| 25       | Sherlock Holmes y Arthur Conan Doyle Sherlock Holmes and Arthur Conan Doyle                                                                      | Dave Warneke                      | 12 de abril de 2016      | 1h 10m   |
| 26       | El efecto 2000 Y2k Bug | Matt Stewart                      | 20 de abril de 2016      | 1h 6m    |
| 27       | Ned Kelly | Jess Perkins                      | 27 de abril de 2016      | 1h 18m   |
| 28       | El desastre nuclear de Chernobyl Chernobyl Nuclear Disaster                                                                                      | Dave Warneke                      | 3 de mayo de 2016        | 1h 21m   |
| 29       | El expresidente de Turkmenistan Saparmurat Niyazov y sus locas ocurrencias Former Turkmenistan President Saparmurat Niyazov and His Crazy Antics | Matt Stewart                      | 11 de mayo de 2016       | 1h 13m   |
| 30       | El Universo Marvel Marvel Universe | Nick Mason                        | 18 de mayo de 2016       | 1h 34m   |
| 31       | Marie Curie | Dave Warneke                      | 25 de mayo de 2016       | 1h 15m   |
| 32       | MySpace | Matt Stewart                      | 1 de junio de 2016       | 1h 14m   |
| 33       | ¡El Titanic! The Titanic! | Jess Perkins                      | 8 de junio de 2016       | 1h 54m   |
| 34       | The Rumble in the Jungle | Dave Warneke                      | 15 de junio de 2016      | 1h 47m   |
| 35       | Los niños verdes de Woolpit The Green Children of Woolpit                                                                                        | Matt Stewart                      | 22 de junio de 2016      | 1h 13m   |
| 36       | H.H. Holmes | Jess Perkins                      | 29 de junio de 2016      | 1h 25m   |
| 37       | El incidente del paso Diatlov The Dyatlov Pass Incident                                                                                          | Dave Warneke                      | 6 de julio de 2016       | 1h 35m   |
| 38       | La crisis de los videojuegos de 1983 The Video Game Crash of 1983                                                                                | Matt Stewart                      | 13 de julio de 2016      | 1h 10m   |
| 39       | Sir David Attenborough | Jess Perkins                      | 20 de julio de 2016      | 1h 10m   |
| 40       | Los tres Montys The three Montys | Dave Warneke                      | 26 de julio de 2016      | 1h 14m   |
| 41       | ¡Especial Juegos Olímpicos! Olympics Special! | Dave, Jess y Matt                 | 3 de agosto de 2016      | 1h 35m   |
| 42       | La "electrizante" rivalidad de Thomas Edison y George Westinghouse The "Shocking" rivalry of Thomas Edison and George Westinghouse               | Matt Stewart                      | 10 de agosto de 2016     | 1h 18m   |
| 43       | Frank Abagnele Jr. | Jess Perkins                      | 17 de agosto de 2016     | 1h 6m    |
| 44       | La crisis de Octubre The October Crisis | Dave Warneke                      | 24 de agosto de 2016     | 1h 15m   |
| 45       | El triángulo de las Bermudas The Bermuda Triangle                                                                                                | Matt Stewart                      | 31 de agosto de 2016     | 1h 13m   |
| 46       | Riverdance | Jess Perkins                      | 7 de septiembre de 2016  | 1h 13m   |
| 47       | El vuelo 32 de Qantas (con Broden Kelly sustituyendo a Dave Warneke) Qantas Flight 32                                                            | Broden Kelly                      | 14 de septiembre de 2016 | 1h 7m    |
| 48       | Elvis Presley (con Nick Mason sustituyendo a Dave Warneke)                                                                                       | Matt Stewart                      | 21 de septiembre de 2016 | 1h 36m   |
| 49       | Charles Mason | Jess Perkins                      | 28 de septiembre de 2016 | 1h 30m   |
| 50       | Viruela Smallpox | Dave Warneke                      | 4 de octubre de 2016     | 1h 17m   |
| 51       | Los Wiggles The Wiggles | Matt Stewart                      | 12 de octubre de 2016    | 1h 30m   |
| 52       | Casanova | Jess Perkins                      | 19 de octubre de 2016    | 1h 43m   |
| 53       | Fuga de Alcatraz Escape from Alcatraz | Dave Warneke                      | 26 de octubre de 2016    | 1h 21m   |
| 54       | Jack Churchill el loco Mad Jack Churchill | Matt Stewart                      | 2 de noviembre de 2016   | 1h 37m   |
| 55       | Helen Keller | Jess Perkins                      | 9 de noviembre de 2016   | 1h 17m   |
| 56       | La oreja de Van Gogh Van Gogh's Ear | Dave Warneke                      | 16 de noviembre de 2016  | 1h 17m   |
| 57       | Superman | Nick Mason                        | 23 de noviembre de 2016  | 1h 40m   |
| 58       | Los robos de la Pantera Rosa The Pink Panther Robberies                                                                                          | Jess Perkins                      | 30 de noviembre de 2016  | 1h 12m   |
| 59       | William Shakespeare | Dave Warneke                      | 7 de diciembre de 2016   | 1h 28m   |
| 60       | La guerra del Emú The Great Emu War | Matt Stewart                      | 14 de diciembre de 2016  | 1h 28m   |
| 61       | ¡Especial Navidad! La leyenda de Krampus Chistmas Special! The Legend of Krampus                                                                 | Jess Perkins                      | 21 de diciembre de 2016  | 1h 13m   |
| 62       | Las esposas del rey Enrique VIII The Wives of King Henry VIII                                                                                    | Dave Warneke                      | 28 de diciembre de 2016  | 1h 37m   |
| 63       | James Bond | Matt Stewardt                     | 4 de enero de 2017       | 1h 40m   |
| 64       | El asesino del Zodiaco The Zodiac Killer | Jess Perkins                      | 11 de enero de 2017      | 1h 46m   |
| 65       | La conspiración de Roswell The Roswell Conspiracy                                                                                                | Dave Warneke                      | 18 de enero de 2017      | 1h 19m   |
| 66       | Jack el Destripador Jack the Ripper | Matt Stewart                      | 25 de enero de 2017      | 1h 49m   |
| 67       | La controversia de Derpy Hooves The Derpy Hooves Controversy                                                                                     | Jess Perkins                      | 1 de febrero de 2017     | 1h 10m   |
| 68       | El viaje de Shackleton Shackleton's Endurance | Dave Warneke                      | 8 de febrero de 2017     | 2h 9m    |
| 69       | John Wilkes Booth | Matt Stewart                      | 15 de febrero de 2017    | 1h 21m   |
| 70       | Marie Laveau | Jess Perkins                      | 22 de febrero de 2017    | 1h 8m    |
| 71       | Los últimos soldados japoneses The Last Japanese Soldiers                                                                                        | Dave Warneke                      | 1 de marzo de 2017       | 1h 39m   |
| 72       | La traición de Montreal The Montreal Screwjob | Matt Stewart                      | 8 de marzo de 2017       | 2h 10m   |
| 73       | Cienciología Scientology | Jess Perkins                      | 15 de marzo de 2017      | 1h 54m   |
| 74       | Los Simpsons The Simpsons | Dave Warneke                      | 22 de marzo de 2017      | 2h 2m    |
| 75       | Motín en el Bounty Mutiny on the Bounty | Matt Stewart                      | 29 de marzo de 2017      | 1h 52m   |
| 76       | Los gemelos Kray (primer episodio grabado en vivo, en el Imperial Hotel, como parte del Melbourne International Comedy Festival) The Kray Twins  | Jess Perkins                      | 5 de abril de 2017       | 1h 7m    |
| 77       | Coca-Cola (en vivo desde el Imperial Hotel de Melbourne)                                                                                         | Dave Warneke                      | 12 de abril de 2017      | 1h 4m    |
| 78       | Steve Irwin (en vivo desde el Imperial Hotel de Melbourne)                                                                                       | Matt Stewart                      | 18 de abril de 2017      | 1h 9m    |
| 79       | El Monstruo del Lago Ness (en vivo desde el Imperial Hotel de Melbourne, con Nick Mason como invitado especial) The Loch Ness Monster            | Jess Perkins y Dave Warneke       | 26 de abril de 2017      | 1h 1m    |
| 80       | El Capitán Kidd Captain Kidd | Jess Perkins                      | 3 de mayo de 2017        | 1h 25m   |
| 81       | Las guerras de los helados de Glasgow Glasgow Ice Cream Wars                                                                                     | Matt Stewart                      | 10 de mayo de 2017       | 1h 23m   |
| 82       | Tamam Shud (El hombre de Somerton) Tamam Shud (The Somerton Man)                                                                                 | Dave Warneke                      | 17 de mayo de 2017       | 1h 16m   |
| 83       | J.R.R. Tolkien | Jess Perkins                      | 24 de mayo de 2017       | 1h 20m   |
| 84       | Bill Waterson - Calvin y Hobbes Bill Waterson - Calvin and Hobbes                                                                                | Matt Stewart                      | 31 de mayo de 2017       | 1h 12m   |
| 85       | Los hermanos Wright The Wright Brothers | Dave Warneke                      | 7 de junio de 2017       | 1h 32m   |
| 86       | Charlie Chaplin | Jess Perkins                      | 14 de junio de 2017      | 1h 31m   |
| 87       | Ken McElroy: "El matón del pueblo" Ken McElroy: "The Town Bully"                                                                                 | Matt Stewart                      | 21 de junio de 2017      | 1h 3m    |
| 88       | Los juicios de Salem Salem Witch Trials | Dave Warneke                      | 28 de junio de 2017      | 1h 35m   |
| 89       | Benjamin Franklin | Jess Perkins                      | 5 de julio de 2017       | 1h 27m   |
| 90       | La desaparición de Valentich The Valentich Dissapearance                                                                                         | Matt Stewart                      | 12 de julio de 2017      | 1h 13m   |
| 91       | Cleopatra | Dave Warneke                      | 19 de julio de 2017      | 1h 32m   |
| 92       | Harry Houdini | Jess Perkins                      | 26 de julio de 2017      | 1h 28m   |
| 93       | El Ministerio de la Guerra Descortés The Ministry of Ungentlemanly Warfare                                                                       | Matt Stewart                      | 2 de agosto de 2017      | 1h 17m   |
| 94       | El atraco del collar bomba The Collar Bomb Heist                                                                                                 | Dave Warneke                      | 9 de agosto de 2017      | 1h 18m   |
| 95       | Jim Henson y los Teleñecos Jim Henson and The Muppets                                                                                            | Jess Perkins                      | 16 de agosto de 2017     | 1h 9m    |
| 96       | El gran robo del jarabe de arce The Great Maple Syrup Heist                                                                                      | Matt Stewart                      | 23 de agosto de 2017     | 1h 19m   |
| 97       | El club de los 27 (Grabado en vivo en The Chippo Hotel de Sídney) The 27 Club                                                                    | Dave, Jess y Matt                 | 30 de agosto de 2017     | 1h 39m   |
| 98       | El Hombre Polilla (Con Nick Mason sustituyendo a Jess Perkins) The Mothman                                                                       | Matt Stewart                      | 6 de septiembre de 2017  | 1h 12m   |
| 99       | Charles Upham WWII Badass: Charles Upham | Jess Perkins                      | 13 de septiembre de 207  | 1h 19m   |
| 100      | Rasputin | Dave Warneke                      | 20 de septiembre de 2017 | 1h 24m   |
| 101      | La masacre de Jonestown The Jonestown Massacre                                                                                                   | Matt Stewart                      | 27 de septiembre de 2017 | 1h 14m   |
| 102      | Hugh Hefner | Jess Perkins                      | 4 de octubre de 2017     | 1h 13m   |
| 103      | La colonia perdida de Roanoke The Lost Colony of Roanoke                                                                                         | Dave Warneke                      | 10 de octubre de 2017    | 1h 28m   |
| 104      | Roald Dahl | Matt Stewart                      | 18 de octubre de 2017    | 1h 18m   |
| 105      | La desaparición de los niños Sodder The Sodder Children Dissapearence                                                                            | Jess Perkins                      | 25 de octubre de 2017    | 1h 5m    |
| 106      | Star Wars | James Clement (Mr. Sunday Movies) | 1 de noviembre de 2017   | 1h 52m   |
| 107      | Vlad el Empalador Vlad the Impaler | Dave Warneke                      | 8 de noviembre de 2017   | 1h 16m   |
| 108      | Harold Holt: El Primer Ministro desaparecido Harold Holt: The Disappearing Prime Minister                                                        | Matt Stewart                      | 15 de noviembre de 2017  | 1h 21m   |
| 109      | J.K Rowling y Harry Potter J.K Rowling and Harry Potter                                                                                          | Jess Perkins                      | 22 de noviembre de 2017  | 1h 22m   |
| 110      | Los asesinatos de Burke y Hare The Burke and Hare Murders                                                                                        | Dave Warneke                      | 29 de noviembre de 2017  | 1h 29m   |